# North Guwahati
North Guwahati é uma cidade e uma town area committee no distrito de Kamrup, no estado indiano de Assam.

## Demografia
Segundo o censo de 2001, North Guwahati tinha uma população de 16 131 habitantes. Os indivíduos do sexo masculino constituem 53% da população e os do sexo feminino 47%. North Guwahati tem uma taxa de literacia de 73%, superior à média nacional de 59,5%: a literacia no sexo masculino é de 78% e no sexo feminino é de 68%. Em North Guwahati, 10% da população está abaixo dos 6 anos de idade.